# Cratere Turma
Turma  è un cratere sulla superficie di Marte.